# Wolfgang Jeitschko
Wolfgang Jeitschko (* 27. Mai 1936 in Prag; † 5. August 2020 in Münster) war ein deutscher Chemiker, der sich mit Festkörperchemie befasste. Er war ordentlicher Professor für anorganische Chemie an der Westfälischen Wilhelms-Universität Münster.
Jeitschko studierte ab 1956 Chemie in Wien (Technische Hochschule und Universität) und wurde 1964 bei Hans Nowotny an der Universität Wien promoviert. Er war bis 1966 als Post-Doktorand an der University of Pennsylvania, danach ein Jahr an der Universität Wien und ging dann wieder in die USA an die University of Illinois at Urbana-Champaign. Von 1969 bis 1975 war er in der Forschungsabteilung von DuPont in Wilmington in Delaware tätig. 1975 wurde er Professor an der Universität Gießen, 1979 an der Universität Dortmund und 1982 in Münster am Institut für Anorganische Chemie. 2001 wurde er emeritiert.
Gastprofessuren führten ihn nach Genf, Lüttich, Rennes, New York und Madras.
Er befasste sich mit Strukturaufklärung und Synthese neuer Festkörperverbindungen, speziell an der Grenze zwischen Metall und Halbleiter, beispielsweise Carbiden und Phosphiden von Übergangsmetallen und intermetallischen Verbindungen. Er untersuchte deren Struktur und elektrische und magnetische Eigenschaften (unter anderem Oxypnictide, die ab 2006 als Kandidaten für Eisen-basierte Hochtemperatursupraleiter erforscht wurden).
2010 erhielt er die Carl-Hermann-Medaille, die höchste Auszeichnung der Deutschen Gesellschaft für Kristallographie, für sein Lebenswerk. 1991 erhielt er die Kurnakow-Medaille der Russischen Akademie der Wissenschaften.
Jeitschko war seit 1964 mit der Journalistin Marieluise Fichtner verheiratet und hatte drei Söhne.

## Schriften
- mit R. Pöttgen, R.-D. Hoffmann: Structural Chemistry of Hard Materials. In: R. Riedel (Hrsg.),  Handbook of Ceramic Hard Materials, Wiley-VCH, 2000, S. 3–40.